# Município de Dublin (condado de Mercer, Ohio)
O município de Dublin (em inglês: Dublin Township) é um município localizado no condado de Mercer no estado estadounidense de Ohio. No ano 2010 tinha uma população de 2138 habitantes e uma densidade de 22,06 pessoas por km².

## Geografia
O município de Dublin encontra-se localizado nas coordenadas 40° 41′ 02″ N, 84° 37′ 25″ O. Segundo o Departamento do Censo dos Estados Unidos, o município tem uma superfície total de 96.93 km², da qual 96,67 km² correspondem a terra firme e (0,27 %) 0,26 km² é água.

## Demografia
Segundo o censo de 2010, tinha 2138 pessoas residindo no município de Dublin. A densidade populacional era de 22,06 hab./km².